# سیارک ۱۰۸۳۲
سیارک ۱۰۸۳۲ (به انگلیسی: 10832 Hazamashigetomi، نامگذاری:1993VN2) ده هزار و هشتصد و سی و دومین سیارک کشف شده‌است که در ۱۵ نوامبر ۱۹۹۳ کشف شد.
قدر مطلق سیارک برابر ۱۳.۵ است.